# Japan Freight Railway Company
 (novembre 2021).
Si vous disposez d'ouvrages ou d'articles de référence ou si vous connaissez des sites web de qualité traitant du thème abordé ici, merci de compléter l'article en donnant les références utiles à sa vérifiabilité et en les liant à la section « Notes et références ».
Pour les articles homonymes, voir JRF.
Japan Freight Railway Company (日本貨物鉄道株式会社, Nihon Kamotsu Tetsudō Kabushiki-gaisha) ou plus simplement JR Freight ou JRF (JR貨物, Jeiāru Kamotsu) est le nom de la société privée du groupe ferroviaire japonais chargée de l'exploitation du transport ferroviaire de fret. 
Issue de la privatisation de l'opérateur public (Japanese National Railways) en 1987, elle fait partie des entreprises constitutives de Japan Railways (JR). Contrairement aux autres compagnies qui sont régionales, elle opère sur l'ensemble du réseau ferroviaire du pays qu'elle partage avec les trains de voyageurs. 
Le transport de fret ferroviaire japonais fait face à la concurrence du transport maritime car les grandes villes et les grandes industries sont essentiellement localisées sur la côte mais surtout du transport routier qui concentre 55% des volumes.

## Le matériel roulant

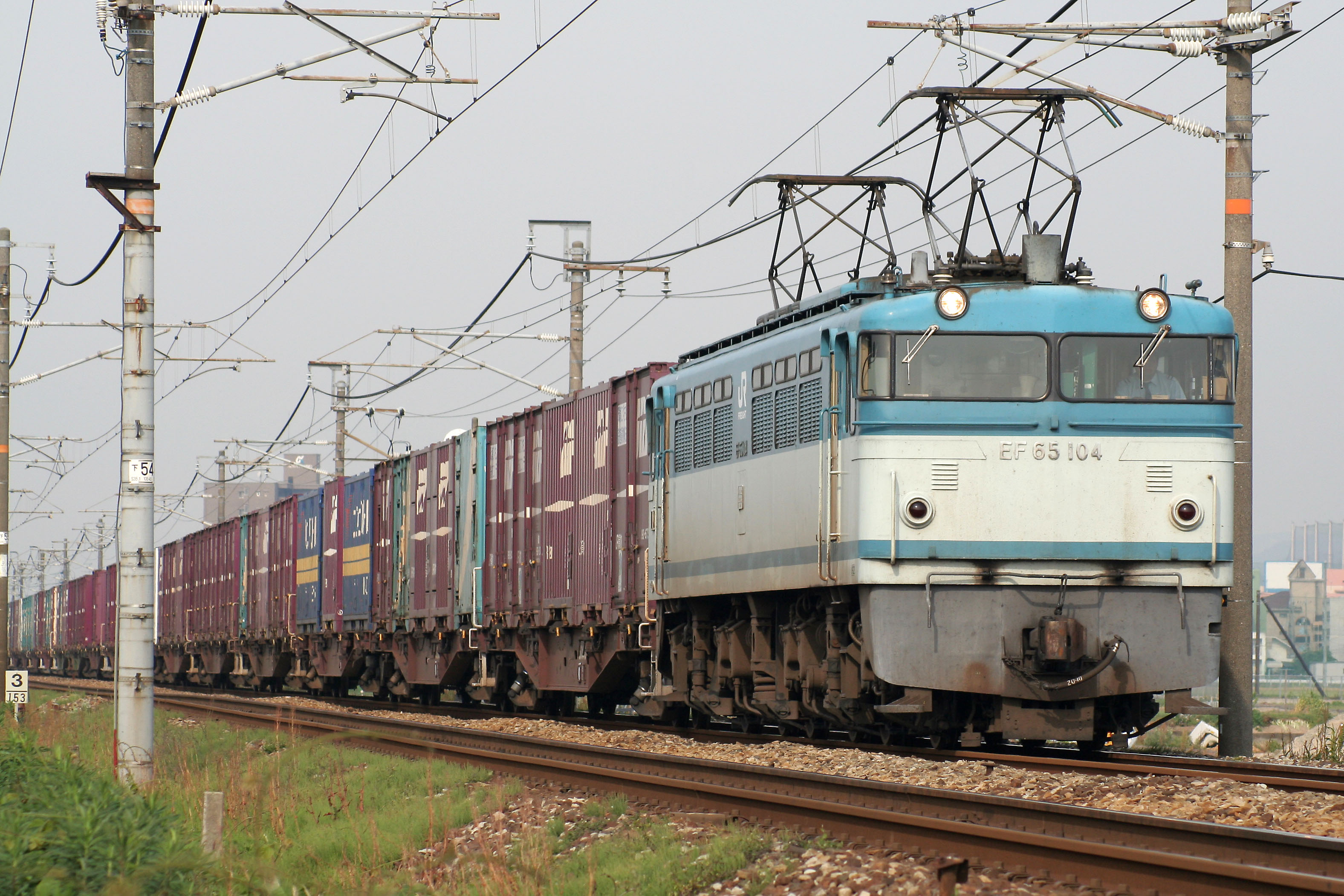
Train de conteneurs JRF

Malgré l'écartement métrique utilisé et donc un gabarit limité, la compagnie JRF dispose maintenant d'un matériel assez performant avec des locomotives électriques capables de remorquer des trains de plus de 1000 tonnes à plus de 110 km/h. Son matériel moteur est en général identique à ceux des autres compagnies et ce n'est que récemment qu'elle s'est équipée de locomotives spécialement destinées au fret comme la classe diesel DF200 ou les classes électriques EF200 et EH500.
Avec la compagnie ferroviaire allemande DB et ses CargoSprinter, c'est une des seules compagnies mettant en œuvre des rames automotrices électriques destinées au fret et connues sous le nom de « Super Rail Cargo » (série M250).

### Locomotive électrique

#### Courant continu
- Classe EF64
- Classe EF65
- Classe EF66
- Classe EF210
- Classe EH200

#### Bi-courante
- Classe EF81
- Classe EF510
- Classe EH500

#### Courant alternatif
- Classe ED76
- Classe EH800 (Classe double tension 20 et 25kV)

### Locomotive diesel
- Classe DB500
- Classe DD200
- Classe DE10
- Classe DE11
- Classe DF200

### Locomotive Hybride
- Classe HD300

### Automotrice Fret
- Série M250

### Matériel utilisé dans le passé

#### Locomotive électrique à courant continu
- Classe ED62
- Classe EF61
- Classe EF67
- Classe EF200

#### Locomotive électrique bicourante
- Classe ED500
- Classe EF500

#### Locomotive électrique à courant alternatif
- Classe ED75
- Classe ED79

#### Locomotive diesel
- Classe DD51

#### Fourgon
- Mani type 30 (pour le transport de fonds)

### Wagon
Immatriculés au 1er avril 2010

#### Wagon porte-conteneurs
- Type Koki 5500
- Type Koki 50000
- Type Koki 71
- Type Koki 72
- Type Koki 100
- Type Koki 100/Type Koki 101
- Type Koki 102/Type Koki 103
- Type Koki 104
- Type Koki 105
- Type Koki 106
- Type Koki 107
- Type Koki 110
- Type Koki 200

#### Wagon couvert
- Type Wham 80000

#### Wagon-tombereau
- Type Tora 45000
- Type Toki 25000

#### Wagon plat
- Type Chi 1000
- Wagon de marchandises JNR Chisa 9000
- Type Tiki 5200
- Type Tiki 5500
- Type Tiki 6000
- Type Tiki 7000

#### Wagon special
Type Shiki 180
Type Shiki 550 [6]
Type Shiki 1000

### Wagon neuf
Bien que la JR Freight n'annonce pas directement d'informations sur les nouveaux modèles de wagons de marchandises, les magazines de loisirs ferroviaires et les magazines techniques couvrent parfois ce sujet de manière vérifiable. 
- Type Koki 73 : Construit par Nippon Sharyo ce modèle de wagon porte de conteneur est construit depuis 2016[3]